# Ready or Not
Ready or Not är en amerikansk skräckfilm från 2019 i regi av Matt Bettinelli-Olpin och Tyler Gillett, från ett manus skrivet av Guy Busick och R. Christopher Murphy. Filmen premiärvisades för första gången på filmfestivalen Fantasia i Montréal, den 27 juli 2019, för att sedan ha biopremiär i USA den 21 augusti samma år. I huvudrollen syns Samara Weaving, tillsammans med bland andra Adam Brody, Mark O'Brien, Henry Czerny, och Andie MacDowell.
Filmen hade svensk biopremiär den 23 augusti 2019, endast två dagar efter biopremiären i USA.

## Handling
Filmens handling kretsar mestadels kring den nyblivna bruden Grace Le Domas, vars bröllopsnatt tar en oväntad vändning, när maken Alex familj tvingar in henne i en dödlig kurragömmalek, som går ut på att försöka överleva hela natten, ända fram till gryningen.

## Rollista (i urval)
| Samara Weaving   | – Grace Le Domas   |
| Adam Brody       | – Daniel Le Domas  |
| Mark O'Brien     | – Alex Le Domas    |
| Henry Czerny     | – Tony Le Domas    |
| Andie MacDowell  | – Becky Le Domas   |
| Melanie Scrofano | – Emilie Le Domas  |
| Kristian Bruun   | – Fitch Bradley    |
| Elyse Levesque   | – Charity Le Domas |
| Nicky Guadagni   | – Helene Le Domas  |
| John Ralston     | – Stevens (butler) |

## Produktion

### Utveckling
I november 2017 stod det klart, att Matt Bettinelli-Olpin och Tyler Gillett skulle regissera filmen Ready or Not, som hade blivit skriven av Guy Busick och R. Christopher Murphy. Ansvariga producenter för filmen var Tripp Vinson, James Vanderbilt, William Sherak, och Bradley J. Fischer, med Tara Farney, Tracey Nyberg, och Chad Villella som exekutiva producenter. Mellan augusti och oktober 2018 kunde man meddela, att Samara Weaving, Andie MacDowell, Adam Brody, Mark O'Brien, Melanie Scrofano, Henry Czerny, och Elyse Levesque, hade fått varsin roll i denna film.

### Inspelning
Huvudfotograferingen av själva filmen ägde rum i trakterna kring Toronto, mellan den 15 oktober och den 19 november 2018. De platser som användes i filmen, var bland annat Casa Loma och Parkwood Estate, varav den sistnämnda platsen ligger i den mindre staden Oshawa (cirka sex mil öster om centrala Toronto).